# Pseudacrossus suffertus
Pseudacrossus suffertus är en skalbaggsart som beskrevs av Schmidt 1922. Pseudacrossus suffertus ingår i släktet Pseudacrossus och familjen Aphodiidae.

## Underarter
Arten delas in i följande underarter:
- P. s. ampliatus
- P. s. defiorei